# Henning Alsvik
Henning Marius Alsvik (* 19. September 1911 in Kristiania; † 2. Februar 1995 in Drammen) war ein norwegischer Kunsthistoriker.

## Leben
Henning Alsvik war der Sohn eines Schuhmachermeisters. Er studierte Kunstgeschichte an der Universität Oslo bis zum Master 1937. 1938 begann er seine Tätigkeit am Drammens Museum in Drammen, von 1948 bis zu seiner Pensionierung 1981 war er dessen Direktor. Er publizierte rege zur Kunst und Kulturgeschichte der Gegend von Drammen und zur norwegischen Kunst vor allem des 19. Jahrhunderts.

## Veröffentlichungen (Auswahl)
- Thomas Fearnleys tegninger. Oslo 1952.
- mit Leif Østby, Reidor Revold: Norges billedkunst i det nittende og tyvende århundre. 2 Bände, Oslo 1951–1953.
- mit Karin Mellbye Gjesdahl: Gullsmedkunsten i Drammen 1660–1820. Drammens Sparebank u. a., Drammen 1974.